# Georges Ohsawa

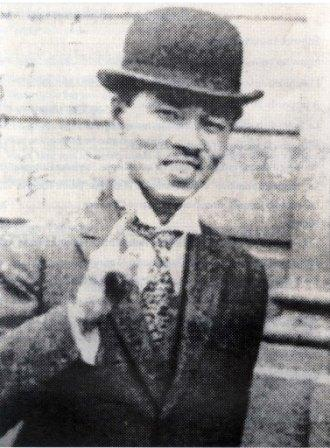
Young Ohsawa, 1920

Georges Ohsawa, englisch: George Ohsawa, eigentlich: Sakurazawa Yukikazu (桜沢 如一, alternativ auch Sakurazawa Nyo'ichi gelesen bzw. Sakurazawa Nyo'iti geschrieben), (* 18. Oktober 1893; † 23. April 1966) war ein japanischer Philosoph und bedeutendster Vertreter der makrobiotischen Ernährungslehre. Er gilt als Erfinder von Kokkoh.

## Name
Während seines Aufenthalts in Europa schrieb er auch unter den Namen Musagendo Sakurazawa, Nyoiti Sakurazawa und Yukikazu Sakurazawa. Er benutzte den französischen Vornamen Georges, während er in Frankreich lebte. In dieser Zeit nahm er angeblich seinen neuen Namen „Ohsawa“ an, nach dem französischen « oh, ça va », was so viel bedeutet wie: „Oh, es geht gut“. In einigen Büchern und Übersetzungen findet man fälschlich die Schreibweise „Oshawa“.

## Leben
Ohsawa wurde während der Zeit der Meiji-Restauration in einer Familie geboren, deren Vater von Samurai abstammte. Seine Familie war arm und er musste die Schule nach der obligatorischen Schulzeit verlassen, da kein Geld für höhere Bildung vorhanden war. Anschließend schlug er einen spirituellen Weg ein. Als Auslöser dafür gilt Ohsawas Tuberkulose-Erkrankung, die ihn im jugendlichen Alter ereilte und an der bereits seine Mutter und mehrere Geschwister verstorben waren. Er nahm Kontakt mit der vom japanischen Militärarzt Sagen Ishizuka gegründeten Bewegung Shoku-yo Kai („Heilung durch Essen“) auf. Ohsawa befolgte und studierte die Lebens- und Ernährungsregeln der Bewegung ab 1913 bei Nishibata Manabu, einem Schüler von Sagen Ishizuka, in Tokio. In späteren Büchern schreibt er seine Heilung von der Tuberkulose diesem Umstand zu und beginnt, die Methoden von Ishizuka weiterzuentwickeln. Seine Studien setzte Ohsawa in Europa (vor allem in Frankreich) fort und schrieb dort mehrere Bücher auf Französisch. Sein erstes französisches Buch Le Principe Unique de la Philosophie et de la Science d’Extreme Orient erschien 1931 unter seinem Pseudonym Ohsawa und wurde von Vrin Publishers in Paris veröffentlicht.
Nach einigen Jahren kehrte er nach Japan zurück, um eine Stiftung zu gründen. Die ersten Anhänger für seine nun formalisierte Philosophie fanden sich ein. Während des Zweiten Weltkriegs formulierte er pazifistische Ideale und verlegte seine Institution in eine entlegene Gegend in den Bergen der Präfektur Yamanashi. Nach 1945 konzentrierte Ohsawa sich auf die Verbreitung seiner Lehre, die er Makrobiotik oder Einziges Prinzip nannte, in Europa und den USA und fand dort schnell zahlreiche Anhänger.

## Die Lehre Ohsawas
Ohsawas Lebenswerk bestand in der Weiterentwicklung und Vermittlung der Makrobiotik, die er für den einzigen Weg zur Erlangung von Glück, Gesundheit und einem langen Leben hielt. Die beiden Hauptwerke Ohsawas sind „Das Wunder der Diätetik“ (über die Philosophie des Fernen Ostens) und „Zen Makrobiotik“ (über seine Ernährungslehre und die Praxis der fernöstlichen Medizin).
Makrobiotik ist für ihn ein philosophisches System und eine Praxis.
Nach Ohsawa sei die Makrobiotik grundsätzlich die Grundlage der Wissenschaft und aller Philosophien und Religionen des Fernen Ostens. Seine Umsetzung sei im Leben die Lösung aller praktischen Probleme.
Für Ohsawa gilt es daher, die Wahrnehmung der Wirklichkeit, das heißt die Gesetze der Natur selbst zu erkennen und im täglichen Leben anzuwenden.
Die Grundlage:
Die Welt sei eine Manifestation des verkörperten Unendlichen, eins und undifferenziert. Dieses eine unendliche Prinzip könne in zwei Prinzipien aufgeteilt werden: eine ausdehnende Kraft (Yin) und eine einengende Kraft (Yang).
Durch deren Gegensatz manifestiere sich das Unendliche selbst. Gleichwohl bleibe es immer geteilt. Beide Kräfte seien dabei bestrebt, sich wieder zu vereinen.
Diese ständige Neuerstellung der (verlorenen?) Einheit erzeuge alle Phänomene der manifesten Welt durch die Wechselwirkung der sich gegenseitig ergänzenden Gegensätze.
Da dieses Phänomen unendlich ist und die relative Welt ein Ausdruck dieses Phänomens ist, sei jede Entwicklungsstufe der Welt jeweils ein anderes Stadium der Evolution.
Diese Sichtweise umfasse daher die Begriffe der Einheit aller Dinge, den der ungebrochenen Kontinuität und den der ständigen Veränderung.

## Werke
In deutscher Sprache erschienen sind u. a.:
- Zen-Makrobiotik
- Makrobiotik
- Leben und Tod
- Das einzige Prinzip. Die Philosophie der Makrobiotik
- Praktischer Leitfaden der makrobiotischen Heilkunde des Fernen Ostens
- Lebensführer Makrobiotik
- Auch Sie sind Sanpaku
- Makrobiotische Ernährungslehre nach Ohsawa. Aus dem Japanischen übertragen und zusammengestellt von Jiro Nakamura und Marie Arnoldi, Verlag Fritz Gebhard, Heidelberg, 11. verbesserte Auflage 1980, keine ISBN.